# Liste der türkischen Botschafter im Libanon
Der Botschafter leitet die Botschaft in Beirut.
| Ernennung Akkreditierung | Botschafter            | Bemerkung | Ministerpräsident der Türkei | Regierungschef des Libanon | Posten verlassen |
| ------------------------ | ---------------------- | --- | ---------------------------- | -------------------------- | ---------------- |
| 1946                     | Celal Abacıoğlu        | | Recep Peker                  | Riad as-Solh               | 1952             |
| 1952                     | Rıfkı Zorlu            | | Adnan Menderes               | Chalid Schihab             | 1954             |
| 1954                     | Cevdet Dülger          | | Adnan Menderes               | Sami as-Solh               | 1960             |
| 1960                     | Şemsettin Mardin       | | Cemal Gürsel                 | Ahmed Daouk                | 1962             |
| 1962                     | Vahit Melih Halefoğlu  | (* 19. November 1919 in Antakya) 1961: Studium der Politikwissenschaft an der Universität Ankara, 1962: Eintritt in den auswärtigen Dienst, 1962–1965: Botschafter in Beirut, Botschafter in Kuwait-Stadt, 1965–1966: Botschafter in Moskau, 1966–1970: Botschafter in Den Haag, 1972–1982: Botschafter in Bonn, 1982–1983: Botschafter in Moskau, In der Regierung von Turgut Özal war er verbeamteter Staatssekretär, 1986 wurde er in Ankara zum Abgeordneten der ANAP gewählt, November 1987 nahm er von der Politik Abschied.                                                                  | İsmet İnönü                  | Rashid Karami              | 1965             |
| 1965                     | Taha Carım             | | Suad Hayri Ürgüplü           | Rashid Karami              | 1967             |
| 1967                     | İsmail Erez            | (* 28. September 1919 in Şişli Istanbul † 24. Oktober 1975, Paris) Seine Mutter starb, als er zwei Jahre alt war. 1939: Abitur: Galatasaray-Gymnasium, 1943: Studium der Rechtswissenschaft, ständige Vertretung beim UN-Hauptquartier, 1964–1967: Botschafter in Prag, 19. Dezember 1967–1970: Botschafter in Beirut, 1970–1972: Botschafter in Rom, bei der Mission bei der Weltgesundheitsorganisation, 1972–1974 Ankara Generalsekretär des Außenministeriums, 2. November 1974: Botschafter in Paris und der UNESCO, wurde mit seinem Fahrer bei der Bir-Hakeim-Brücke durch Asala erschossen. | Suad Hayri Ürgüplü           | Rashid Karami              | 1970             |
| 1970                     | Ercüment Yavuzalp      | (* 1924 in Ankara) Abitur: Galatasaray-Gymnasium, Studium der Politikwissenschaft, 1948: Eintritt in den öffentlichen Dienst, 1949: Eintritt in den auswärtigen Dienst, 1967–1970: Botschafter in Nikosia, 1970–1972: Botschafter in Beirut, 1973–1976: ständiger Vertreter beim Nordatlantikrat, 1976 bis 1979 und 1985 bis 1989 ständiger Vertreter beim Büro der Vereinten Nationen in Genf, 1979 bis 1982: Botschafter in Moskau, 1982 bis 1985: beamteter Staatssekretär in Außenministerium.                                                                                                  | Suad Hayri Ürgüplü           | Saeb Salam                 | 1972             |
| 1972                     | Necmettin Tuncel       | | Ferit Melen                  | Saeb Salam                 | 1976             |
| 1978                     | Nejat Aydın            | | Mustafa Bülent Ecevit        | Selim al-Hoss              | 1980             |
| 1980                     | Osman Başman           | | Bülent Ulusu                 | Takieddin as-Solh          | 1981             |
| 1981                     | Ertuğrul Çırağan       | | Bülent Ulusu                 | Shafik Wazzan              | 1982             |
| 1982                     | Yunus Güçel            | | Bülent Ulusu                 | Shafik Wazzan              | 1986             |
| 1986                     | İbrahim Dicleli        | | Turgut Özal                  | Rashid Karami              | 1992             |
| 1992                     | Aydan Karahan          | | Süleyman Demirel             | Rashid as-Solh             | 1995             |
| 1995                     | Orhan Aka              | | Tansu Çiller                 | Rafiq al-Hariri            | 1996             |
| 1996                     | Alptekin Ulutürk       | | Necmettin Erbakan            | Rafiq al-Hariri            | 1997             |
| 1997                     | Nazım Dumlu            | (* 1944 in Ankara) 1962: Abitur: TED College Ankara; 1966: Studium der Internationalen Beziehungen an der Universität Ankara, 1967: Eintritt in den auswärtigen Dienst, 1997–2001: Botschafter in Beirut. | Mesut Yılmaz                 | Rafiq al-Hariri            | 2001             |
| 2001                     | Celalettin Kart        | (* 4. Februar 1951 in Istanbul) Abitur: Galatasaray-Gymnasium, Studium der Politikwissenschaft an der Universität Grenoble. 1974: Eintritt in den auswärtigen Dienst, 1995–1998: Generalkonsul in Lyon, 2001–2005: Botschafter in Beirut, 2005–2007: Generalsekretär der Organisation für Islamische Zusammenarbeit, 2007–2010: Staatssekretär im Ministerium für Wirtschaft Generaldirektion, Januar 2010 und November 2013: Botschafter in Luxemburg. | Bülent Ecevit                | Rafiq al-Hariri            | 2005             |
| 2005                     | İrfan Acar             | | Recep Tayyip Erdoğan         | Nadschib Miqati            | 2008             |
| 2008                     | Serdar Kılıç           | (* 28. März 1958 in Istanbul) 1980: Abitur: TED Ankara College Foundation Schools, Studium der Politikwissenschaft an der Universität Ankara, 2006–2008: Stellvertretender Leiter der Abteilung Nordatlantikpakt, Botschaft in 2008–2010: Botschafter in Beirut, 2010–2012: Generalsekretär des Nationalen Sicherheitsrats. 27. April 2012 bis 16. April 2014: Botschafter in Tokio, April 2014: Botschafter in Washington, D.C. | Recep Tayyip Erdoğan         | Nadschib Miqati            | 2010             |
| 2010                     | Süleyman İnan Özyıldız | | Recep Tayyip Erdoğan         | Saad Hariri                | 2014             |
| 2015                     | Çağatay Erciyes        | (* 1966 in Ankara) 1984: Abitur: TED Ankara College Foundation Schools, 1988:Studium der Internationalen Beziehungen an der University of Virginia Rhodos 1. September 2012–2014 ständiger Vertreter bei International Civil Aviation Organization Montreal. | Ahmet Davutoğlu              | Tammam Salam               |                  |